# Gilles Dauvé
Gilles Dauvé, född 1947, är en fransk kommunistisk teoretiker, författare och översättare.
Gilles Dauvé har sedan 1960-talet teoretiserat kring kommunismen och de politiska rörelser som anammar den. Influenserna från situationismen och både den italienska och tysk-holländska vänsterkommunismen är tydliga hos Dauvé. Han framträdde på den politiska scenen i samband med majupproret 1968 men använde sig av pseudonymen Jean Barrot fram till sent 1990-tal.
Dauvé menar att det tittas för mycket på politiska och sociala rörelsers formella program, och mindre på vad de har för egentligt innehåll liksom vad de spelar för roll i världsutvecklingen. Som exempel tar han att vänstern, oavsett grad av reformvänlighet, enligt hans mening har varit med att utveckla kapitalismen och föra fram den till den ställning av världsherravälde den har i idag. Istället för att koncentrera sig på politiska rörelsers debatter och beslut, menar Dauvé att man ska försöka analysera det proletära motstånd som förs inom kapitalismen oberoende av om det har några politiska representanter.
Dauvé knyter ihop sitt resonemang med att kommunismen är en rörelse som kan skönjas i klasskampen och att man ska analysera den utifrån sin kontext snarare än sin utopi. I korta ordalag uttrycker sig enligt Dauvé den kommunistiska rörelsen genom den kapitalistiska historien i kampen mot arbetet.

## Vägrandets dynamik
År 2004 gav tidskriften Riff-Raff ut boken Vägrandets dynamik, vilket är en antologi av texter skrivna av framförallt Dauvé mellan 1968 och 2003. Den innehåller alltifrån texter om hur Dauvé ser på kapitalism och kommunism till en kritik av moralordningen. Han framför en hel del radikala uppfattningar om sexuella parafilier, utifrån en kritik av den moraliska synen på världen. I avdelningen Kommunistiska perspektiv finner man de flesta av Dauvés grundläggande uppfattningar om vad som sker och vad kommunismen måste innebära. Införandet av begreppet kommunisering innebär en förståelse av kommunismen som något totalt väsensskilt från kapitalismen. I texten Kapitalism och kommunism skriver han:
Kommunismen är inte en fortsättning på kapitalismen i en mer rationell, effektivare, modernare och mindre ojämlik, anarkisk form. Den tar inte den gamla materiella basen i bruk som den är – kommunismen omstörtar den. (Vägrandets dynamik, s. 71)

## Konflikter och kritik

### Konflikten med ICO
Dauvé skapade tidigt stor uppståndelse i den franska ultravänstermiljön då han till Informations et correspondances ouvrières (ICO) möte 1969 hade med sig ”Critique de l’idéologie ultra-gauche” (på svenska utgiven som ”Leninismen och ultravänstern” i Vägrandets dynamik) där han enligt ICO påstod att ultravänstern och leninismen i grunden skulle vara samma sak (lika förskräckliga), vilket satte stopp för all fortsatt kontakt. Texten imponerade heller inte på den tysk-amerikanske ultravänsterteoretikern Paul Mattick som i ett möte med Dauvé samma år kallade den ”pinsamt svag”.
I vilket fall, jag har enbart mött fientlighet från arvingarna till den tysk-holländska vänstern, ICO och numera Echanges et Mouvement – jag antar att deras aggressivitet kommer från en djup oförståelse. (Dauvé i riff-raff nr 7, 2005)

### Meningsskiljaktigheter med Théorie communiste
Sedan slutet av 1900-talet har Dauvé och hans grupp Troploin främst kritiserats av en annan liknande grupp, Théorie Communiste (TC). Kritiken riktar sig mot att Dauvé med flera talar om proletariatets inneboende revolutionära tendens. Théorie Communiste delar Dauvés syn på revolutionen som omedelbar kommunisering, men hävdar i motsats till honom att detta perspektiv först blev giltigt med den ”kampcykel” vi nu befinner oss i, vilken uppkom som en konsekvens av kapitalets omstrukturering efter 1970-talets proletära klassrörelser. Medan TC kritiserar Dauvé för att ha en ahistorisk och essentialistisk syn på revolutionen och proletariatet anklagar den senare dem för att hävda att revolutionen var omöjlig i rörelserna 1848, 1917 och 1968. TC:s svar på detta är att revolutionen och kommunismen enligt dem visst inte tidigare varit omöjliga men att dessa inte ska förstås ha något invariant innehåll, att de tvärtom bestäms av hur motsättningen mellan proletariatet och kapitalet historiskt uttrycker sig. Théorie Communiste är också oeniga med Dauvé om de revolutionära utsikterna idag där de är mer optimistiska än Dauvé eftersom de tycker sig kunna skönja revolutionen som möjlighet bakom många samtida kamper. Dauvé å sin sida ser i dagens situation endast ett proletärt nederlag och väntar på att ett nytt mer stabilt förhållande mellan proletariat–kapital i framtiden ska komma att upprättas och att kapitalismen först därefter kommer att kunna ifrågasättas av proletariatet och ge upphov till en ny revolutionär rörelse. Denna vision målas upp i texten ”Il va falloir attendre” (’Vi måste vänta’), på svenska utgiven som ”Tillståndet i världen – en kort lägesrapport”, riff-raff nr 5, 2003.

### Recension i Flamman (2005)
Dauvé blev under 2000-talet också föremål för diskussion inom den radikala vänstern i Sverige och meningsskiljaktigheterna är stora kring hans teorier. En av kritikerna var Ung Vänsters förra ordförande, Ali Esbati, som kritiserade den ovan nämnda boken Vägrandets dynamik i tidningen Flamman. Esbati menade att de metoder som Dauvé förespråkar endast leder till att vänstern tappar stöd och att man istället måste satsa på långsiktig respektabel organisering. Riff-raff, som gav ut boken, gavs möjlighet att svara och Esbati replikerade en sista gång.